# Daniela Lehárová
Daniela Lehárová (rozená Turková), (17. května 1954 Praha) je česká překladatelka polské literatury, v letech 1980-2016 knihovnice Slovanské knihovny v Národní knihovně v Praze. 

## Životopis
V letech 1969-1973 vystudovala Akademické gymnázium v Praze a v letech 1973-1978 dějiny české a polské literatury na filozofické fakultě Univerzity Karlovy v Praze. V letech 1980-2016 pracovala jako knihovnice ve Slovanské knihovně NK ČR v Praze.
Jejím manželem byl historik české literatury a spisovatel PhDr. Jan Lehár (1949-2004).

## Dílo (výběr)
- 1982 Leopold Buczkowski: Černý potok; přeložil Josef Vlášek; doslov Daniela Lehárová
- 1985 (?) Verše k Čechách / Стихи к Чехии; překlad z ruštiny
- 1985 Miron Białoszewski:Deník z Varšavského povstání; překlad a doslov Daniela Lehárová; 2. vydání 1987
- 1985 Julian Przyboś: Prostor slovem vzklenutý; výběr z básní a doslov Daniela Lehárová; přeložil Erich Sojka
- 1988 Slovo a zeď; výběr samizdatové antologie současné polské poezie
- 1998 Andrzej Szczypiorski: Mše za město Arras
- 1998 Adam Michnik: Sokratův stín, výběr z textů.
- 2004 Adam Zagajewski: Vítr ve větvích̟; překlad Daniela Lehárová
- 2010 Česko-polská literatura v samizdatu a druhém oběhu; studie a rozhovory s překladateli, Knihovna Libri prohibiti, Praha